# 芽登温泉
芽登温泉（めとうおんせん）は、北海道足寄郡足寄町芽登にある温泉。美利別川合流点から約4km上流のヌカナン川左岸に位置する。

## 泉質
毎分湧出量120Lリットル、源泉温度約60℃の単純硫黄泉である。加温はしておらず源泉掛け流しとなっている。

## 温泉施設
「芽登温泉ホテル」1軒だけが存在し、宿泊事業と日帰り事業（日帰り温泉）を展開している。通年営業となっている。
- 入浴施設
  - 混浴大露天風呂、女性露天風呂、男女別の内風呂（各浴槽2　高温・標準温度）

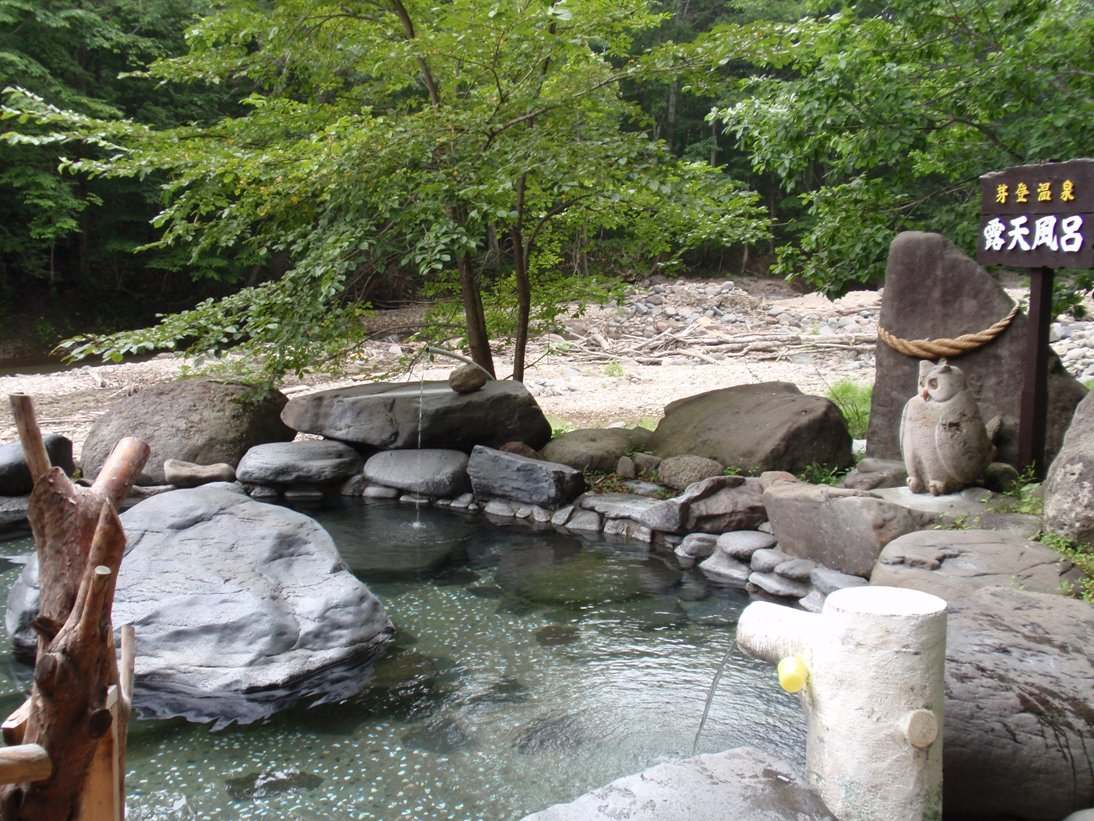
混浴露天風呂

## 歴史
開湯は1901年（明治34年）であり、十勝地方で最も古い温泉である。開業年は1904年（明治37年）である。
地名はアイヌ語のメトッ（metot 山奥）に由来。

## 交通
車で足寄市街地から約40分、帯広から約1時間かかる。途中3kmの未舗装路あり。
宿泊の場合、事前に連絡を入れていれば、足寄または上士幌のバス停までの送迎がある。